# Brushfire Fairytales
Brushfire Fairytales é o álbum de estreia do cantor e compositor norte-americano Jack Johnson. O álbum trouxe certa fama e notoriedade para Johnson, que havia dito que nunca pretendia seguir uma carreira na música, já que era formado em cinema pela universidade. O CD contém vários arranjos pop de Johnson, num rock-acústico muito leve.
Os músicos do álbum são primariamente: Jack Johnson (vocal/guitarras/piano), Adam Topol (Bateria/percussão) e Merlo Podlewski (baixo). O álbum foi produzido por J. P. Plunier, e gravado e mixado por Todd Burke, com a assistência de Andrew Alekel & Chad Essig. O CD foi gravado pela Grandmaster Recorders, King Sound, e masterizado por Dave Collins. Os convidados especiais incluem Tommy Jordan (steel drums em "Flake") e Ben Harper (slide guitar em "Flake").

## Faixas
Todas as músicas compostas por Jack Johnson.
| CD  |                                |         |  |
| N.º | Título                         | Duração |  |
| 1.  | "Inaudible Melodies"           | 3:35    |  |
| 2.  | "Middle Man"                   | 3:14    |  |
| 3.  | "Posters"                      | 3:13    |  |
| 4.  | "Sexy Plexi"                   | 2:07    |  |
| 5.  | "Flake"                        | 4:40    |  |
| 6.  | "Bubble Toes"                  | 3:56    |  |
| 7.  | "Fortunate Fool"               | 3:48    |  |
| 8.  | "The News"                     | 2:26    |  |
| 9.  | "Drink the Water"              | 3:21    |  |
| 10. | "Mudfootball" (por Moe Lerner) | 3:03    |  |
| 11. | "F-Stop Blues"                 | 3:10    |  |
| 12. | "Losing Hope"                  | 3:52    |  |
| 13. | "It's All Understood"          | 5:28    |  |

| Faixas bônus do Reino Unido |                                |         |  |
| N.º                         | Título                         | Duração |  |
| 1.                          | "Flake" (Ao vivo)              | 4:29    |  |
| 2.                          | "Inaudible Melodies" (Ao vivo) | 3:27    |  |

## Certificações
| Críticas profissionais | Críticas profissionais |
| Avaliações da crítica  | Avaliações da crítica  |
| Fonte                  | Avaliação              |
| ---------------------- | ---------------------- |
| Allmusic               | [ 1 ]                  |

| País           | Certificador | Certificação |
| -------------- | ------------ | ------------ |
| Austrália      | ARIA         | Platina      |
| Canadá         | Music Canada | Ouro         |
| Reino Unido    | BPI          | Ouro         |
| Estados Unidos | RIAA         | Platina      |